# Smreczyny
Smreczyny  (słow. Smrečiny) – szczyt słowackiej Magury Spiskiej. Znajduje się w zachodniej części jej grani głównej, pomiędzy szczytami Bukovina (Bukovina, 1176 m) i Godšinová (1094 m). Jest zwornikiem dla dwóch grzbietów:
- północno-wschodni opadający do miejscowości Relów (Reľov). Oddziela on dolinę Rieki od doliny jej dopływu – potoku Lemeriská (dorzecze Dunajca),
- południowy, poprzez wierzchołek 971 m (bez nazwy) i Valtín (936 m) opadający do miejscowości Lendak. Oddziela doliny dwóch potoków: Valtínsky potok i Barich. Obydwa są dopływami Bielskiego Potoku (dorzecze Popradu).

Przez wierzchołek Smreczyn  prowadzi główny szlak turystyczny Magury Spiskiej. Odcinek od Smreczyn do Przełęczy Magurskiej przez turystów odwiedzany jest rzadko. Znajduje się na nim kilka niewybitnych wierzchołków, trasa prowadzi granią terenem niemal równym, z niewielkimi tylko podejściami. Dawniej  odcinek ten był zalesiony, ale huragan w 2004 powalił niemal cały las na odcinku od Smreczyn po Spádik. Dzięki temu z trasy tej rozpościerają się szerokie panoramy widokowe, jednak z powodu słabego oznakowania jest trudna orientacyjnie.

## Szlak turystyczny
niebieski: Przełęcz Magurska – Spádik – Smreczyny – Bukovina – Magurka – Średnica w Zdziarze. 6.50 h